# Aéroport d'Ikela
L'Aéroport de Ikela (IATA : IKL, ICAO : FZGV) est un aéroport servant la localité du marché d'Ikela , chef-lieu du territoire éponyme dans la province du Kwilu en république démocratique du Congo Google Maps.

## Situation en RDC
| Bandundu Basango Mboliasa Bunia Gbadolite Gemena Goma Ilebo Kalemie Kananga Kikwit Kindu Kinshasa-Ndjili Kinshasa-N'Dolo Kisangani Kolwezi Lodja Lubumbashi Matari Matadi Mbandaka Mbuji Mayi Nioki Tshikapa Tshumbe |